# 皮德吉爾涅 (舊康斯坦丁諾夫區)
49°39′33″N 27°17′13″E / 49.65917°N 27.28694°E
皮德希爾內（烏克蘭語：Підгірне）是位於烏克蘭西部的村莊，由赫梅利尼茨基州裡赫梅利尼茨基區的米羅柳布內市鎮負責管轄。該村始建於1593年，面積1.21平方公里，海拔高度296米，2001年人口372，人口密度每平方公里306.7人。